# Obra Sindical del Hogar
La Obra Sindical del Hogar (OSH) fue un organismo existente durante la dictadura franquista. En un principio se denominó Obra  Sindical del Hogar y Arquitectura y posteriormente cambió a Obra Nacional del Hogar. Actuaba en colaboración del Instituto Nacional de la Vivienda.

## Historia

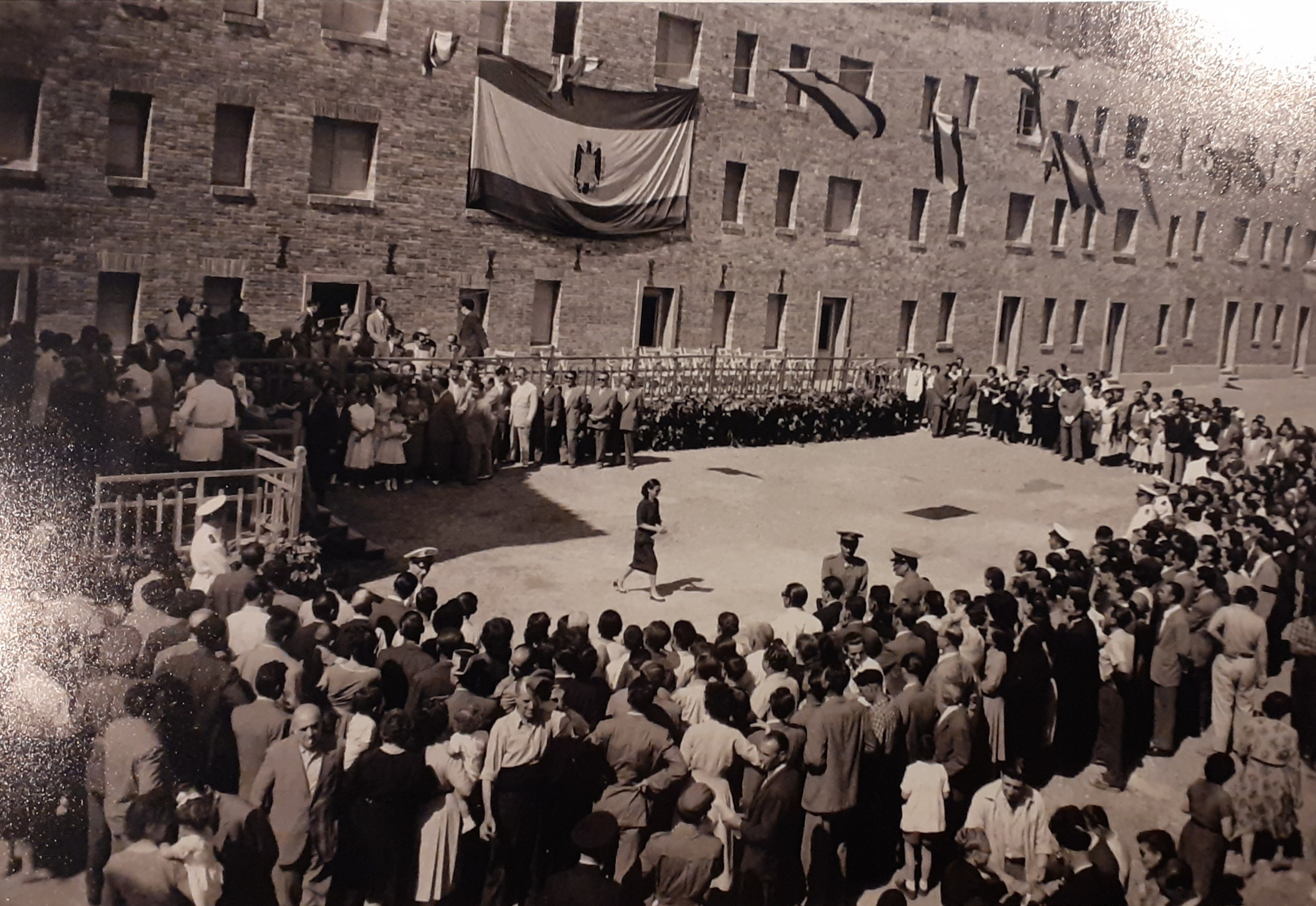
Inauguración de los Bloques Ramiro Ledesma (hoy Grupo Mariola) de la Obra Sindical del Hogar, en el barrio de La Mariola de Lérida.

Fundada el 10 de diciembre de 1936 por la Secretaría General del Movimiento, nació con el objetivo de intentar solucionar el problema de la vivienda mediante la construcción, administración, protección y conservación de viviendas de construcción pública, que luego se vendían a bajo precio. Formó parte de la Organización Sindical Española. Adscrito a la Delegación Nacional de Sindicatos, cuando la OSH fue creada dependía del Ministerio de la Gobernación; en 1957, con la creación del ministerio, pasó a depender del Ministerio de la Vivienda.
Según datos de la propia Obra Sindical, entre 1939 y 1960 la OSH habría construido unas 138.686 viviendas.Tuvo un papel destacado en la construcción de barrios de vivienda social enfocados a dar vivienda a las clases más desfavorecidas y a la erradicación de los barrios de chabolas de ciudades industriales como Madrid, Barcelona u Hospitalet de Llobregat. Otros barrios edificados bajo la tutela de la OSH fueron San Roque de Badalona, Contrueces en Gijón, Yagüe en Logroño o Dos Hermanas en Málaga.
Una de las últimas intervenciones de la Obra Sindical del Hogar fue el Grupo Antonio Rueda en Valencia, se trata de un polígono de renta limitada de viviendas, obra de los arquitectos Vicente Valls Abad, Joaquín García Sanz y Luis Mares Feliu, proyectado en 1965 y construido entre 1969-1970, con un total de 1.002 viviendas.

## Estructura
A nivel nacional tenía dos departamentos. El departamento técnico llamado Servicios Técnicos de Falange se encargaba de realizar instrucciones técnicas e interpretar las ordenanzas del INV. De este departamento dependían las oficinas provinciales, que debían tanto desarrollar los anteproyectos y    proyectos como encargarse de las direcciones facultativas. Las oficinas provinciales también se encargaban de recoger las solicitudes de vivienda de los sindicatos locales. La filosofía de la OSH tendió a fomentar la iniciativa privada, funcionando más como promotora que como constructora, facilitando ayudas económicas y técnicas a las cooperativas de vivienda afines al régimen coordinadas por la Delegación Nacional de Sindicatos. Su primer director fue Germán Álvarez de Sotomayor. 
El segundo departamento tenía la función de realizar informes, con el objetivo de cumplir las normas dictadas por el departamento técnico.